# 陳以文 (1966年)
陳以文（1966年4月19日—），男，臺灣演員、導演、編劇，於國立藝術學院戲劇系畢業。曾以《運轉手之戀》獲得第37屆金馬獎評審團大獎、台北電影獎評審團大獎及最佳導演獎。2019年以《陽光普照》獲得第56屆金馬獎最佳男主角獎與第1屆台灣影評人協會獎最佳男演員獎。

## 生平
在學期間已活躍於劇場界、電視圈和電影圈中，擁有演員、劇作家、編劇、導演多項才能。與導演楊德昌合作過多部電影，除參與幕後製作也擔任他的電影演員，如《牯嶺街少年殺人事件》、《獨立時代》、《麻將》、《一一》及動畫長片《追風》之劇本初稿共同編寫。於電影《獨立時代》一片中擔任副導演並演出當中「立人」一角。1994成立烈日工作室，首部短片《暴力紀實錄》，以新台幣三千元的「極低」成本拍攝，卻從台灣及日本電視台回收了新台幣六十萬元，奠定了他對自我投資電影事業的精準與企圖心。《暴力紀實錄》獲得多數影展的肯定，且以如此高的投資報酬率，一度成為《財訊》月刋的報導人物。
1998年第一部自編自導劇情長片《果醬》，注入新生代創作者輕快的節奏和對都會的知性感，評論界認為融合了楊德昌都會風格和昆汀‧塔倫提諾的風格。2000年的《想死趁現在》表現出社會邊緣人的大膽作為，受邀作為香港電影節之閉幕影片。2000年同年的《運轉手之戀》開啟台灣喜劇電影的新一頁，並獲得當年第37屆金馬獎評審團大獎、臺北電影節評審團大獎及最佳導演獎、法國杜維爾影展「最佳導演獎」，入圍德國柏林影展「青年論壇」單元，並代表台灣角逐奧斯卡金像獎最佳外語片獎。
2001年自紐約遊學歸來後，除了電影外，也同時參與劇場、電視及廣告的工作，先後與可米瑞智、公共電視台與大愛電視台合作。2006年的完成的電影《神遊情人》（日本名《幻遊傳》）被日本媒體譽為「能讓台灣電影復活的娛樂電影」，是結合CG特效、全新嘗試的奇幻古裝公路電影。
2009年，除了為荷蘭導演David Verbeek擔任電影《R U There》監製外，也完成了自己監製兼編導的劇情長片《1689號追蹤檔案》；2011年為電影《寶島漫波》擔任監製及演出「Toro哥」一角。
2007年至2015年期間，擔任第44屆金馬獎和第49屆金馬獎評審委員、第16屆台北電影節評審委員、第50屆金鐘獎「電視電影／迷你劇集類」評審委員召集人。
2015年，受雨果小說的啟發，編寫舞台劇《死刑犯的最後一天》，並擔任主要角色「死刑犯」的演出，於台北「思劇場」首演七場爆滿；於2016及2017年又在高雄「駁二正港小劇場」及台北「華山烏梅劇院」再重演共九場爆滿；「死刑犯的最後一天」劇本出版後，更在2017年入選文學創作類「文化部中小學生優良課外讀物」。
2015年後，陳以文著重於「表演」藝術創作後，持續在不同電影、電視劇、和舞台劇中呈現不同的主要人物。

## 導演作品

### 電影長片
- 1994年《獨立時代》（副導演）
- 1998年《果醬》（兼任編劇）
- 2000年《想死趁現在》（兼任編劇，造型）
- 2000年《運轉手之戀》
- 2006年《烈血戰場》
- 2006年《神遊情人》 (日本片名: 幻遊傳)（兼任編劇）
- 2009年《1689號追蹤檔案》（兼任編劇，監製）
- 2013年《戀戀海灣》

### 電影短片
- 1994年《暴力紀實錄》（兼任編劇）
- 1995年《生活的教訓》（兼任編劇）

### 長篇電視劇
- 2005年 華視《假面天使》
- 2007年 大愛《春暖花蓮》

### 電視電影
- 2006年 公視《人生劇展-黑色暑假》
- 2006年 公視《人生劇展-咪咪流浪記》
- 2008年 公視《人生劇展-桔醬的滋味》

## 演出作品

### 電影長片
| 年份 | 片名               | 角色                      | 導演           |
| 1989 | 西部來的人         | 阿將                      | 黃明川         |
| 1991 | 牯嶺街少年殺人事件 | 馬車（兼:導演助理）       | 楊德昌         |
| 1994 | 獨立時代           | 立人（兼:副導演）         | 楊德昌         |
| 1996 | 麻將               | 計程車司機（兼:表演指導） | 楊德昌         |
| 1998 | 果醬               | 餐廳老闆小柳              | 陳以文         |
| 2000 | 一一               | 大樓警衛（兼:表演指導）   | 楊德昌         |
| 2011 | 寶島漫波           | Toro哥（兼:監製）         | 王啟在         |
| 2013 | 雲的模樣           | 眼科醫生                  | David Verbeek  |
| 2014 | 軍中樂園           | 余守中                    | 鈕承澤         |
| 2015 | 基隆               | 趙子龍                    | 喬梁           |
| 2016 | 一路順風           | 阿文                      | 鍾孟宏         |
| 2017 | 大佛普拉斯         | 高委員                    | 黃信堯         |
| 2018 | 小美               | 房東                      | 黃榮昇         |
| 2018 | 藍色項圈           | 舍監                      | 張訓瑋         |
| 2018 | 引爆點             | 魏林昆                    | 莊景燊         |
| 2019 | 愛上卡夫卡         | 大隻                      | 陳玉慧         |
| 2019 | 陽光普照           | 陳光文                    | 鍾孟宏         |
| 2020 | 失路人             | 臺仔的父親                | 張志威、林芷芸 |
| 2020 | 同學麥娜絲         | 高威青立法委員            | 黃信堯         |
| 2020 | 腿                 | 資深警察                  | 張耀升         |
| 2021 | 複身犯             | 廖志輝                    | 蕭力修         |
| 2021 | 詭扯               | 徐伯                      | 許富翔         |
| 2021 | 瀑布               | 主任                      | 鍾孟宏         |
| 2021 | 不想一個人         | 超哥                      | 范揚仲         |
| 2022 | 修行               | 嚴復生                    | 錢翔           |
| 2022 | 野夏天             | 呂雁                      | 蘇哲賢         |
| 2022 | 頭七               | 李傳財                    | 沈丹桂         |
| 2023 | 周處除三害         | 尊者／林祿和／牛頭        | 黄精甫         |
| 2024 | 餘燼               | 陳隊長                    | 鍾孟宏         |
| 2025 | 大濛               |                           | 陳玉勳         |
| 2025 | Tristes Tropiques  |                           | 朴勳政         |

### 電影短片
| 年份 | 片名                        | 角色     | 導演             |
| 2017 | 老麻的私事                  | 老麻     | 王怡萱           |
| 2017 | 朵朵嫣紅                    | 父親     | 藍憶慈           |
| 2020 | 少年阿堯                    | 黃仁雄   | 林柏瑜           |
| 2021 | 第58屆金馬獎開場短片 - 著迷 | 場景經理 | 殷振豪           |
| 2024 | 皮蛋                        | 父親     | Charles Barrratt |

### 電視電影
| 年份 | 頻道                                                        | 片名                      | 角色   | 導演           |
| 1990 | 華視                                                        | 秋辭                      | 保生   | 林君城         |
| 1991 | 華視                                                        | 我們算不算天使            | 阿來   | 陳玉勳         |
| 2011 | 奧地利廣播集團(ORF) 德國電視一台(Das Erste) 瑞典電視台(SVT) | DER CHINESE               | 沈為山 | Peter KEGLEVIC |
| 2017 | 公視主頻道                                                  | 公視學生劇展-紅包         | 父親   | 姜宏仁         |
| 2018 | 公視主頻道                                                  | 公視學生劇展-狗罩         | 老闆   | 戴浩宇         |
| 2018 | 公視主頻道                                                  | 公視新創電影-暴好人       | 崔若強 | 陳彥宏         |
| 2019 | 公視主頻道                                                  | 公視學生劇展-帶媽媽出去玩 | 夏昌明 | 隋淑芬         |
| 2023 | 公視主頻道                                                  | 公視人生劇展-不可饒恕的人 | 陳老師 | 陳彥宏         |

### 迷你劇集（全長600分鐘以內）
| 年份 | 頻道       | 片名                      | 角色   | 導演   |
| 1998 | 民視       | 台灣作家劇場 - 清水嬸回家 | 振義   | 柯淑卿 |
| 2018 | 公視主頻道 | 你的孩子不是你的孩子—孔雀 | 劉景輝 | 陳慧翎 |
| 2020 | 衛視電影台 | 愛的廣義相對論—明晚空中見 | 郭興偉 | 孫啟明 |
| 2020 | 公視主頻道 | 妖怪人間                  | 毛杏嚴 | 馬毓廷 |
| 2022 | Netflix    | 她和她的她                | 謝志忠 | 卓立   |
| 2023 | Disney+    | 台灣犯罪故事－惡有引力    | 王英民 | 范揚仲 |
| 2023 | 公視主頻道 | 國際橋牌社外傳：和平歸來  | 唐榮康 | 林世章 |
| 2025 | Netflix    | 忘了我記得                | Mark   | 劉若英 |
| 2025 | Netflix    | 乩身                      |        |        |

### 長篇劇集
| 年份 | 頻道                 | 片名           | 角色      | 導演                   |
| 1994 | 超級電視台           | 我們一家都是人 | 陳警員    | 賴聲川                 |
| 2012 | 三立都會台           | 螺絲小姐要出嫁 | 交通警察  | 陳希聖、張修誠、鄧安寧 |
| 2015 | 台視主頻             | 幸福不二家     | Yui的父親 | 陳希聖                 |
| 2017 | 公視主頻             | 麻醉風暴2      | Hank      | 蕭力修、洪伯豪、林志儒 |
| 2019 | 民視無線台           | 鏡子森林       | 趙胤強    | 鄭文堂、吳宗叡、李權洋 |
| 2020 | 台視主頻、八大綜合台 | 覆活           | 張志忠    | 詹家維                 |
| 2020 | 民視無線台、Line TV  | 黑喵知情       | 張本善    | 陳保中、包祥麟         |
| 2026 |                      | 沉默的審判     | 許萬年    | 黃精甫                 |

### 舞台演出
| 年份 | 劇團             | 劇名                     | 角色                              | 導演                                                                        | 首演場地             |
| 1987 |                  | 棕櫚假期                 | 山難者                            | 梁志民                                                                      | 新象小劇場           |
| 1988 | 龍說唱藝術實驗群 | 傳統之夜                 | 數來寶藝人－吉祥                  | 魏龍豪                                                                      | 國家戲劇院           |
| 1988 | 蒲公英劇團       | 伊豆舞孃                 | 高校生                            | 史美棣                                                                      | 舊情綿綿小劇場       |
| 1990 | 表演工作坊       | 如果在冬夜一個旅人       | 子路（仲由）                      | 閻鴻亞                                                                      | 國家戲劇院實驗劇場   |
| 1993 | 原子劇團         | 成長季節                 | 房東                              | 楊德昌                                                                      | 凱悅飯店－JJ's俱樂部 |
| 1997 | 原子劇團         | 九哥與老七               | 老七                              | 楊德昌                                                                      | 香港藝術中心         |
| 2002 | 綠光劇團         | 陪你唱歌                 | 小黑                              | 李永豐                                                                      | 國父紀念館           |
| 2002 | 綠光劇團         | 愛情沸點八度半           | 辦公室經理                        | 陳希聖                                                                      | 國家戲劇院           |
| 2015 | 褶子劇團         | 死刑犯的最後一天         | 死刑犯、鬼魅（兼:藝術總監、編劇） | 張哲龍                                                                      | 思劇場               |
| 2016 | 褶子劇團         | 海                       | 呂劍                              | 陳信伶                                                                      | 台北市客家文化中心   |
| 2016 | 同黨劇團         | 天光（全本讀劇）         | Tom（全本讀劇）                   | 姜富琴                                                                      | 文山劇場             |
| 2020 |                  | 無盡的迴聲探尋獨一的振波 | 分飾多重人物（獨白、吟唱）        | 陳以文, Richard Lorgie Lawson, Daniel Ditlevson, 洪梓倪, 許生翰（集體即興） | 星空間               |
| 2022 | 鬼丘鬼鏟         | 不知邊際、不知所謂事件   | 講演者                            | 李奧森                                                                      | 中山堂中正廳         |

### MV
| 年份 | 歌手   | 歌曲名稱            | 導演   |
| 2018 | GLDN   | 《END OF THE ROAD》 | 李龍   |
| 2024 | 黃子軒 | 《飲茶一事》        | 邱柏昶 |

### 廣告
| 年份 | 品名                                                  | 角色                                                                       | 導演     |
| 2017 | Dr’s Formula胺基酸沐浴乳－執行長的肌安大作戰          | 世界衛膚組織台灣分部執行長、醫美權威Dr.Lin、環保專家小林桑、化學博士桑吉斯 | 李中     |
| 2018 | 第20屆台北電影節形象廣告                              | 廣告舉牌人                                                                 | 黃信堯   |
| 2020 | 第57屆金馬獎形象廣告-前往明天的路上                   | 翻書男子                                                                   | 徐漢強   |
| 2022 | 全家便利商店Let's Café特濃咖啡-極致篇、堅持篇、完美篇 | 陳以文                                                                     | Yuki Chu |

## 書籍著作出版
| 年份 | 書名                    | 出版社     |
| 2013 | 殺掉青春沒有夢          | 明日工作室 |
| 2016 | 死刑犯的最後一天        | 無境文化   |
| 2021 | 死刑犯的最後一天 - 再版 | 無境文化   |
| 2024 | 陰影下的陽光            | 允晨文化   |

## 獎項紀錄
| 年份   | 頒獎典禮                   | 獎項                       | 作品           | 角色   | 結果 |
| ------ | -------------------------- | -------------------------- | -------------- | ------ | ---- |
| 1994年 | 台北電影獎                 | 非商業映演類首獎           | 《暴力紀實錄》 |        | 獲獎 |
| 1995年 | 日本山形紀錄片影展         | 獎勵賞                     | 《暴力紀實錄》 |        | 獲獎 |
| 1995年 | 第18屆金穗獎               | 優等短片                   | 《生活的教訓》 |        | 獲獎 |
| 1998年 | 加拿大溫哥華影展           | 評審團特別獎               | 《果醬》       |        | 獲獎 |
| 2000年 | 第37屆金馬獎               | 評審團大獎                 | 《運轉手之戀》 |        | 獲獎 |
| 2000年 | 第3屆台北電影獎            | 商業類-年度評審團大獎      | 《運轉手之戀》 |        | 獲獎 |
| 2000年 | 第3屆台北電影獎            | 商業類-年度最佳導演獎      | 《運轉手之戀》 |        | 獲獎 |
| 2001年 | 第3屆法國杜維爾亞洲電影節  | 最佳導演金蓮獎             | 《運轉手之戀》 |        | 獲獎 |
| 2019年 | 第6屆桃園電影節            | 評審特別提及               | 《暴好人》     | 崔若強 | 獲獎 |
| 2019年 | 第54屆金鐘獎               | 迷你劇集／電視電影男主角獎 | 《暴好人》     | 崔若強 | 提名 |
| 2019年 | 第56屆金馬獎               | 最佳男主角                 | 《陽光普照》   | 陳光文 | 獲獎 |
| 2019年 | 第1屆台灣影評人協會獎      | 最佳男演員                 | 《陽光普照》   | 陳光文 | 獲獎 |
| 2020年 | 第11屆青年電影手冊華語十佳 | 2019年度男演員             | 《陽光普照》   | 陳光文 | 獲獎 |
| 2020年 | 第14屆亞洲電影大獎         | 最佳男主角                 | 《陽光普照》   | 陳光文 | 提名 |
| 2020年 | 第40屆夏威夷國際影展       | 最佳男演員(短片類)         | 《少年阿堯》   | 黃仁雄 | 獲獎 |
| 2022年 | 第24屆台北電影獎           | 最佳男主角                 | 《修行》       | 嚴復生 | 提名 |

## 外部連結
- YouTube上的陳以文頻道
- 南方天際影音娛樂的Facebook專頁
- 陳以文的Facebook專頁
- 陳以文的Instagram帳戶 （页面存档备份，存于）
- 陳以文就是陳以文的新浪微博
- 陳以文在互联网电影资料库（IMDb）上的資料（英文）
- 陳以文在香港影庫上的簡介
- 陳以文在豆瓣上的资料（简体中文）
- 陳以文在时光网上的簡介（简体中文）
- YouTube上的電影情報讚「戀戀海灣」專訪
- 陳以文在台灣電影網上的資料（繁體中文）